# 叶卡捷琳娜·韦杰涅耶娃
叶卡捷琳娜·奥列戈芙娜·韦杰涅耶娃（烏克蘭語：Екатерина Олеговна Веденеева，1994年6月23日—），俄罗斯、斯洛文尼亚艺术体操运动员，2022年世界艺术体操锦标赛带操铜牌得主、2023年欧洲艺术体操锦标赛棒操铜牌得主、2023年世界艺术体操锦标赛带操铜牌得主。